# Filmographie de Félix le Chat

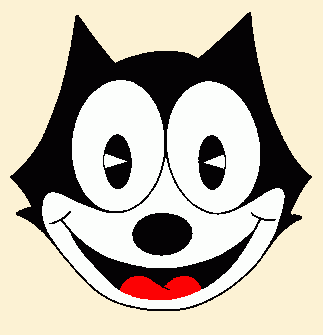
Tête de Félix le Chat en version moderne.

Voici la liste des courts-métrages diffusés en salle de cinéma avec le personnage de Félix le Chat : 184 dessins animés, dont 169 muets et 15 sonores, datant entre 1919 et 1930. S'y ajoutent quelques séries télévisées et longs-métrages d'animation mettant en scène Félix, à partir des années 1960.
« vidéo→ » amène à une vidéo du dessin animé en domaine public, localisée soit sur archive.org, soit sur l'archive officielle, British Pathé (en) (britishpathe.com)

## Courts métrages

### Cartoons muets

#### Époque Paramount Pictures (1919–1921)
Les 25 premiers cartoons avec Félix le Chat furent distribués au cinéma par Paramount Pictures. Le personnage du chat a été nommé originellement « Master Tom » (Maître Tom) jusqu'au troisième court-métrage, The Adventures of Felix.

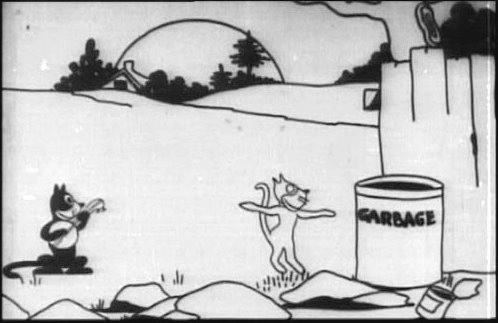
Felix dans sa première apparition au cinéma dans Feline Follies (1919).

| Titre                        | Date de diffusion originale |
| ---------------------------- | --------------------------- |
| Feline Follies vidéo→        | 9 novembre 1919             |
| The Musical Mews             | 16 novembre 1919            |
| The Adventures of Felix      | 14 décembre 1919            |
| A Frolic with Felix          | 25 janvier 1920             |
| Felix the Big Game Hunter    | 22 février 1920             |
| Wrecking a Romeo             | 7 mars 1920                 |
| Felix the Food Controller    | 11 avril 1920               |
| Felix the Pinch Hitter       | 18 avril 1920               |
| Foxy Felix                   | 16 mai 1920                 |
| A Hungry Hoodoo              | 6 juin 1920                 |
| The Great Cheese Robbery     | 13 juin 1920                |
| Felix and the Feed Bag       | 18 juillet 1920             |
| Nifty Nurse                  | 22 août 1920                |
| Frolics at the Circus vidéo→ | 26 septembre 1920           |
| My Hero                      | 24 octobre 1920             |
| Felix the Landlord           | 21 novembre 1920            |
| Felix's Fish Story           | 26 décembre 1920            |
| Felix the Gay Dog            | 6 février 1921              |
| Down on the Farm             | 13 février 1921             |
| Felix the Hypnotist vidéo→   | 20 mars 1921                |
| Free Lunch                   | 17 avril 1921               |
| Felix Goes on Strike         | 15 mai 1921                 |
| Felix Out of Luck            | 5 juin 1921                 |
| The Love Punch               | 3 juillet 1921              |
| Felix Left at Home           | 17 juillet 1921             |

#### ÉpoqueMargaret J. Winkler(1922–1925)

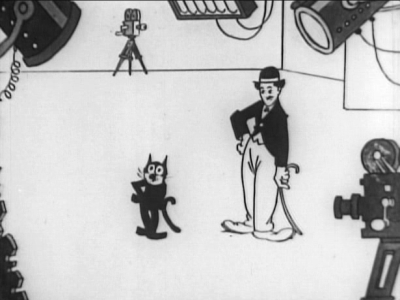
Felix et Charlot partagent le même écran dans Felix in Hollywood (1923).

64 cartoons
| Titre                                                                    | Date de diffusion originale |
| ------------------------------------------------------------------------ | --------------------------- |
| Felix Saves the Day vidéos → 1 vidéo→ 2                                  | 1 février 1922              |
| Felix at the Fair                                                        | 1 mars 1922                 |
| Felix Makes Good                                                         | 1 avril 1922                |
| Felix All at Sea                                                         | 1 mai 1922                  |
| Felix in Love                                                            | 1 juin 1922                 |
| Felix in the Swim vidéo→                                                 | 1 juillet 1922              |
| Felix Finds a Way                                                        | 1 août 1922                 |
| Felix Gets Revenge vidéo→                                                | 1 septembre 1922            |
| Felix Wakes Up                                                           | 15 septembre 1922           |
| Felix Minds the Kid vidéo→                                               | 1 octobre 1922              |
| Felix Turns the Tide vidéo→                                              | 15 octobre 1922             |
| Felix Fifty-Fifty                                                        | 21 octobre 1922             |
| Felix Comes Back vidéo→                                                  | 1922                        |
| Felix on the Trail                                                       | 1 novembre 1922             |
| Felix Lends a Hand vidéo→                                                | 15 novembre 1922            |
| Felix Gets Left                                                          | 1 décembre 1922             |
| Felix in the Bone Age vidéo→ (titre alternatif : Felix in the Stone Age) | 15 décembre 1922            |
| Felix the Ghost Breaker vidéo→                                           | 1 janvier 1923              |
| Felix Win's Out vidéo→                                                   | 15 janvier 1923             |
| Felix Tries for Treasure vidéo→                                          | 15 avril 1923               |
| Felix Revolts vidéo→                                                     | 1 mai 1923                  |
| Felix Calms His Conscience                                               | 15 mai 1923                 |
| Felix the Globe Trotter                                                  | 1 juin 1923                 |
| Felix Gets Broadcasted vidéo→                                            | 15 juin 1923                |
| Felix Strikes it Rich vidéo→                                             | 1 juillet 1923              |
| Felix in Hollywood (en) vidéo→                                           | 15 juillet 1923             |
| Felix in Fairyland vidéo→                                                | 1 août 1923                 |
| Felix Laughs Last                                                        | 15 août 1923                |
| Felix and the Radio                                                      | 1923                        |
| Felix Fills a Shortage                                                   | 15 novembre 1923            |
| Felix the Goat-Getter                                                    | 1 décembre 1923             |
| Felix Goes A-Hunting vidéo→                                              | 15 décembre 1923            |
| Felix Out of Luck                                                        | 1 janvier 1924              |
| Felix Loses Out                                                          | 15 janvier 1924             |
| Felix 'Hyps' the Hippo                                                   | 1 février 1924              |
| Felix Crosses the Crooks                                                 | 15 février 1924             |
| Felix Tries to Rest                                                      | 29 février 1924             |
| Felix Doubles for Darwin vidéo→                                          | 15 mars 1924                |
| Felix Finds Out vidéo→                                                   | 1 avril 1924                |
| Felix Cashes In                                                          | 1924                        |
| Felix Fairy Tales                                                        | 1924                        |
| Felix Pinches the Pole vidéo→                                            | 1 mai 1924                  |
| Felix Puts it Over                                                       | 15 mai 1924                 |
| A Friend in Need                                                         | 1 juin 1924                 |
| Felix Finds 'Em Fickle vidéo→                                            | 15 juin 1924                |
| Felix Baffled by Banjos                                                  | 15 juin 1924                |
| Felix All Balled Up vidéo→                                               | 1 juillet 1924              |
| Felix Brings Home the Bacon vidéo→                                       | 15 juillet 1924             |
| Felix Goes West vidéo→                                                   | 1 août 1924                 |
| Felix Minds His Business                                                 | 1924                        |
| Felix Grabs His Grub                                                     | septembre 1924              |
| Felix Goes Hungry                                                        | 1 décembre 1924             |
| Felix Finishes First                                                     | 15 décembre 1924            |
| Felix Wins and Loses                                                     | 1 janvier 1925              |
| Felix All Puzzled vidéo→                                                 | 15 janvier 1925             |
| Felix Follows the Swallows vidéo→                                        | 1 février 1925              |
| Felix Rests in Peace                                                     | 15 février 1925             |
| Felix Gets His Fill vidéo→                                               | 1 mars 1925                 |
| Felix Full O' Fight                                                      | 13 avril 1925               |
| Felix Outwits Cupid                                                      | 27 avril 1925               |
| Felix Monkeys with Magic vidéo→                                          | 8 mai 1925                  |
| Felix Cops the Prize                                                     | 25 mai 1925                 |
| Felix Gets the Can vidéo→                                                | 8 juin 1925                 |
| Felix Dopes it Out vidéo→                                                | 15 août 1925                |

#### General Electric(1925)
Publicité pour les ampoules Mazda, vers 1925.
| Title                      | Release Date |
| -------------------------- | ------------ |
| The Cat and the Kit vidéo→ | vers 1925    |

#### Educational Pictures (1925–1928)

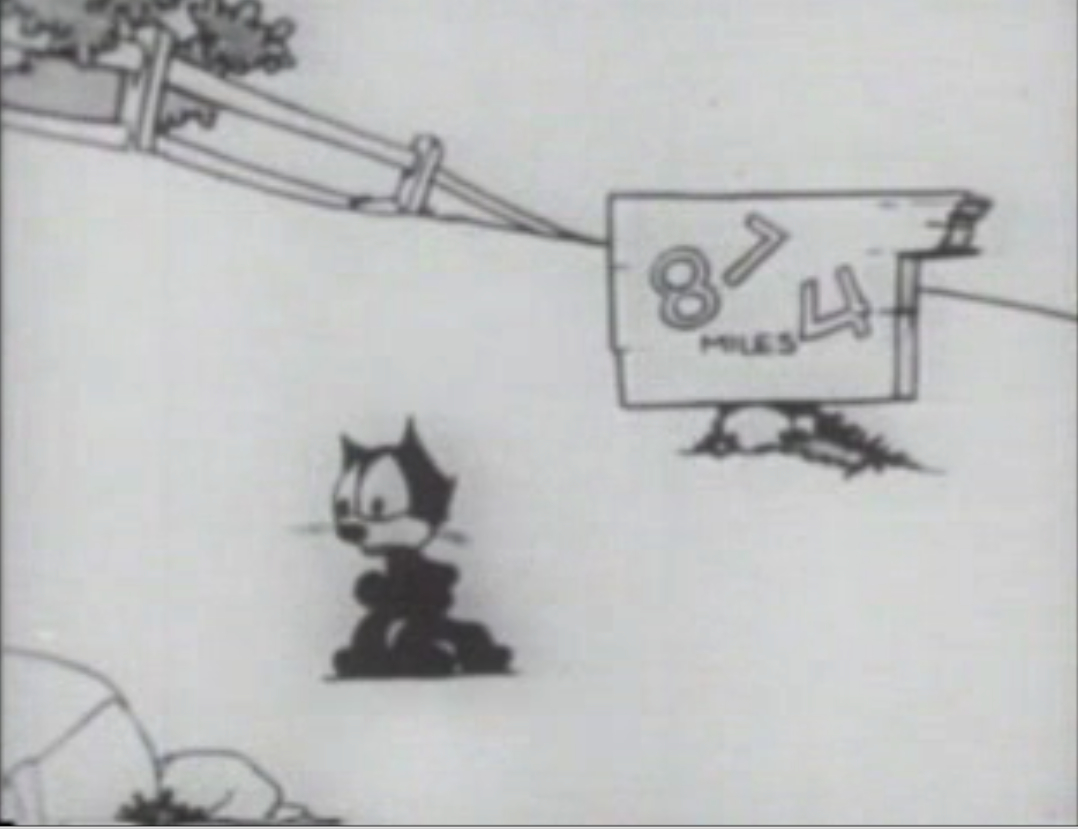
Extrait de The Non-Stop Fright (1927).

78 cartoons d'Educational Pictures (en).
| Titre                                          | Date de diffusion originale |
| ---------------------------------------------- | --------------------------- |
| Felix the Cat Trifles With Time                | 23 août 1925                |
| Felix the Cat Busts into Business              | 6 septembre 1925            |
| Felix the Cat Trips thru Toyland               | 20 septembre 1925           |
| Felix the Cat on the Farm                      | 4 octobre 1925              |
| Felix the Cat on the Job                       | 18 octobre 1925             |
| Felix the Cat in the Cold Rush                 | 1 novembre 1925             |
| Felix the Cat in Eats are West                 | 15 novembre 1925            |
| Felix the Cat Tries the Trades                 | 29 novembre 1925            |
| Felix the Cat at the Rainbow's End"            | 13 décembre 1925            |
| Felix the Cat Kept on Walking                  | 27 décembre 1925            |
| Felix the Cat Spots the Spook                  | 10 janvier 1926             |
| Felix the Cat Flirts with Fate                 | 24 janvier 1926             |
| Felix the Cat in Blunderland                   | 7 février 1926              |
| Felix the Cat Fans the Flames                  | 21 février 1926             |
| Felix the Cat Laughs it Off                    | 7 mars 1926                 |
| Felix the Cat Weathers the Weather             | 21 mars 1926                |
| Felix the Cat Uses His Head                    | 4 avril 1926                |
| Felix the Cat Misses the Cue                   | 18 avril 1926               |
| Felix the Cat Braves the Briny                 | 2 mai 1926                  |
| A Tale of Two Kitties                          | 16 mai 1926                 |
| Felix the Cat Scoots Through Scotland          | 30 mai 1926                 |
| Felix the Cat Rings the Ringer                 | 13 juin 1926                |
| School Daze                                    | 27 juin 1926                |
| Felix the Cat Seeks Solitude                   | 11 juillet 1926             |
| Felix the Cat Misses His Swiss vidéo→ recoloré | 25 juillet 1926             |
| Gym Gems                                       | 8 août 1926                 |
| Two-Lip Time vidéo→                            | 22 août 1926                |
| Scrambled Yeggs                                | 5 septembre 1926            |
| Felix the Cat Shatters the Sheik               | 19 septembre 1926           |
| Felix the Cat Hunts the Hunter                 | 3 octobre 1926              |
| Land O' Fancy                                  | 17 octobre 1926             |
| Felix the Cat Bursts a Bubble                  | 31 octobre 1926             |
| Reverse English                                | 14 novembre 1926            |
| Felix the Cat Trumps the Ace                   | 28 novembre 1926            |
| Felix the Cat Collars the Button               | 12 décembre 1926            |
| Zoo Logic                                      | 29 décembre 1926            |
| Felix the Cat Dines and Pines                  | 9 janvier 1927              |
| Pedigreedy                                     | 23 janvier 1927             |
| Icy Eyes                                       | 6 février 1927              |
| Felix the Cat Stars in Stripes                 | février 1927                |
| Felix the Cat Sees 'Em in Season               | 6 mars 1927                 |
| Barn Yarns                                     | 20 mars 1927                |
| Germ Mania                                     | 3 avril 1927                |
| Sax Appeal                                     | 27 avril 1927               |
| Eye Jinks                                      | 1 mai 1927                  |
| Roameo                                         | 15 mai 1927                 |
| Felix the Cat Ducks His Duty                   | 29 mai 1927                 |
| Dough-Nutty                                    | 12 juin 1927                |
| "Loco"Motive                                   | 26 juin 1927                |
| Art for Heart's Sake                           | 10 juillet 1927             |
| The Travel-Hog                                 | 14 juillet 1927             |
| Jack From All Trades                           | 7 août 1927                 |
| The Non-Stop Fright vidéo→                     | 21 août 1927                |
| Wise Guise                                     | 4 septembre 1927            |
| Flim Flam Films                                | 18 septembre 1927           |
| Felix the Cat Switches Witches                 | 2 octobre 1927              |
| No Fuelin'                                     | 16 octobre 1927             |
| Daze and Knights                               | 20 octobre 1927             |
| Uncle Tom's Crabbin'                           | 13 novembre 1927            |
| Whys and Other Whys                            | 27 novembre 1927            |
| Felix the Cat Hits the Deck                    | 11 décembre 1927            |
| Felix the Cat Behind in Front                  | 25 décembre 1927            |
| The Smoke Scream                               | 8 janvier 1928              |
| Draggin' th' Dragon                            | 22 janvier 1928             |
| The Oily Bird                                  | 5 février 1928              |
| Ohm Sweet Ohm                                  | 19 février 1928             |
| Japanicky                                      | 4 mars 1928                 |
| Polly-tics                                     | 18 mars 1928                |
| Comicalamities                                 | 1 avril 1928                |
| Felix the Cat in Sure-Locked Homes vidéo→      | 15 avril 1928               |
| Eskimotive                                     | 19 avril 1928               |
| Arabiantics                                    | 13 mai 1928                 |
| In- and Out-Laws                               | 27 mai 1928                 |
| Outdoor Indore                                 | 10 juin 1928                |
| Futuritzy                                      | 24 juin 1928                |
| Astronomeows (ou Astronomeous)                 | 8 juillet 1928              |
| Jungle Bungles                                 | 22 juillet 1928             |
| The Last Life                                  | 5 août 1928                 |

#### First National Pictures (1928–1929)
On ne sait si de nouveaux cartoons avec Félix ont été produits au cours de cette période ou si First National Pictures (compagnie sœur de Warner Bros.) a distribué d'anciens cartoons de Félix.

### Dessins animés sonores

#### Copley Pictures (1929–1930)
Copley Pictures a été le premier distributeur à diffuser des dessins animés de Félix avec du son. Il a eu 12 cartoons originaux avec du son et 15 rediffusions doublées, formant un total de 27 cartoons.

##### Recréations avec une bande sonore
Un certain nombre de cartoons muets avec Félix reparurent doublés par Copley à cette époque, avec leur intertitres enlevés et du son ajouté. De nouveaux titres simplifiés ont remplacé les anciens dans la plupart des recréations, ce qui fait disparaître les marques de droits d'auteur d'Educational Pictures. Cependant, dans quelques cas, les titres et intertitres originaux ont survécu. Pat Sullivan a demandé à Jacques Kopfstein d'ajouter le son au film.
Tous les courts métrages reparus avec du son ont été post-synchronisés (doublés). Le résultat n'est pas toujours parfait et apparaissent parfois des décalages entre le son et l'action.

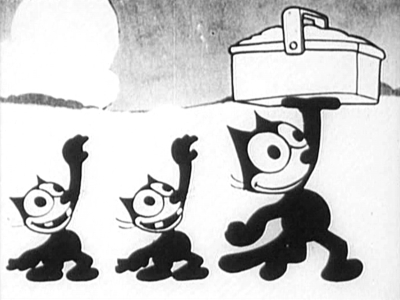
Felix, Inky, et Winky dans April Maze (1930)

| Titre                                    | Date de diffusion |
| ---------------------------------------- | ----------------- |
| Arabiantics                              | 1928              |
| Outdoor Indore                           | 1928              |
| The Oily Bird                            | 1929              |
| Felix The Cat Behind In Front            | 1929              |
| The Non-Stop Fright                      | 1929              |
| Daze and Knights vidéo→                  | 1929              |
| Eskimotive vidéo→                        | 1929              |
| Astronomeous (ou Astronomeows)           | 1929              |
| Futuritzy vidéo→                         | 1929              |
| Uncle Tom's Crabbin vidéo→               | 1929              |
| Switches Witches view                    | 1929              |
| No Fuelin vidéo→                         | 1929              |
| The Smoke Scream vidéo→                  | 1929              |
| Japanicky vidéo→                         | 1929              |
| Whys and Otherwise (Whys and Other Whys) | 1929              |

##### Nouvelles parutions
Copley a aussi distribué 12 cartoons originellement sonores.
| Titre                        | Date de diffusion |
| ---------------------------- | ----------------- |
| False Vases                  | 1929              |
| One Good Turn                | 1929              |
| Romeeow vidéo→               | 1929              |
| The Cat's Meow               | 1929              |
| April Maze (en) vidéo→       | 1930              |
| Woos Whoopee (en) vidéo→     | 1930              |
| Forty Winks (en)             | 1930              |
| Hootchy Kootchy Parlais Vous | 1930              |
| Oceantics                    | 1930              |
| Skulls and Sculls vidéo→     | 1930              |
| Tee Time                     | 1930              |
| (titre inconnu)              | 1930              |

#### Van Beuren/RKO (1936)

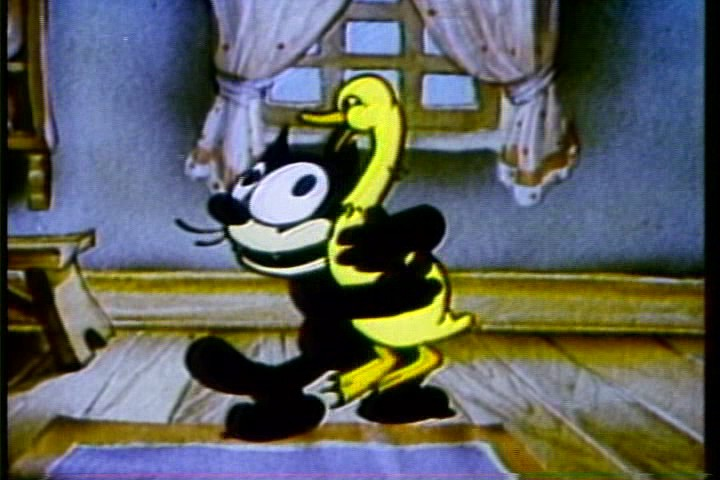
Felix dans le cartoon en couleur The Goose That Laid the Golden Egg (1936).

Cette courte période a remis Félix au goût du jour (en personnage plus courtois, plus embourgeoisé). Les cartoons ont été produits par Van Beuren Studios et distribués au cinéma par RKO Radio Pictures. Tous ces cartoons proviennent de la série Rainbow Parade du même studio et ont été créés en Technicolor trichrome.
| Titre                                     | Date de diffusion originale |
| ----------------------------------------- | --------------------------- |
| The Goose That Laid the Golden Egg vidéo→ | 7 février 1936              |
| Neptune Nonsense vidéo→                   | 20 mars 1936                |
| Bold King Cole vidéo→                     | 29 mai 1936                 |

## Télévision
| Titre                                                                         | Date de diffusion originale | Chaîne d'origine |
| ----------------------------------------------------------------------------- | --------------------------- | ---------------- |
| Félix Le chat (la série de Joe Oriolo)                                        | 1959-1961                   | Syndication      |
| Les Histoires farfelues de Félix le Chat (The Twisted Tales of Felix The Cat) | 1995-1997                   | CBS              |
| Baby Felix & Friends (en)                                                     | 2000-2001                   | NHK              |

## Longs-métrages
Plus de cinq décennies après les derniers cartoons de Félix au cinéma, un long métrage d'animation a été sorti en 1988. D'abord prévu pour passer au cinéma, il a été distribué en vidéo cassette, puis en DVD.
| Titre                                             | Date de diffusion originale                                           |
| ------------------------------------------------- | --------------------------------------------------------------------- |
| Félix le chat, le film (Felix the Cat: The Movie) | octobre 1988 (London Film Festival), 1991 (sorti américaine en vidéo) |
| Felix the Cat Saves Christmas                     | octobre 2004 (vidéo)                                                  |

## Sources
- David A. Gerstein, « The Classic Felix Filmography », The Classic Felix the Cat Page, 2007 (consulté le 10 avril 2009)
  - David Gerstein, The Classic Felix Filmography - intanibase.com, 2004 (au format .doc)
- (en) John Canemaker, Felix : The Twisted Tale of the World's Most Famous Cat, New York, Da Capo Press, 1996, 177 p. (ISBN 0-306-80731-9)
- Liste documentée des cartoons de Félix le chat au cinéma sur bcdb.com (The Big Cartoon DataBase).

- (en) Cet article est partiellement ou en totalité issu de l’article de Wikipédia en anglais intitulé « Felix the Cat filmography » (voir la liste des auteurs).